# Laurel Hubbard
Laurel Hubbard (* 9. Februar 1978 in Auckland) ist eine transgeschlechtliche neuseeländische Gewichtheberin.

## Leben und Karriere
Hubbard wurde 1978 geboren als Kind von Dick Hubbard, Unternehmer und späterer Bürgermeister von Auckland. Bis 2001 trainierte Hubbard viel und nahm an Wettkämpfen der Männer teil.
2012 ließ Hubbard eine geschlechtsangleichende Operation vornehmen, wurde von den neuseeländischen Behörden als Frau registriert und trat einige Jahre später bei den Frauenwettkämpfen an.
2017 bei den Weltmeisterschaften der Gewichtheberinnen im US-amerikanischen Anaheim gewann Hubbard die Silbermedaille. Zuvor hatte sie nachweisen müssen, dass ihr Testosteron-Level unter einem bestimmten Wert lag (vergleiche Geschlechtsüberprüfung beim Sport).
2019 gewann Hubbard die Goldmedaille bei den Pazifikspielen in Apia (Samoa).
Mitte 2021 nahm Laurel Hubbard als Gewichtheberin im neuseeländischen Team an den Olympischen Sommerspielen 2020 in Tokio teil, schied aber am 2. August nach drei Fehlversuchen aus. Sie bleibt dennoch die erste transgender Frau, die als Gewichtheberin bei den Olympischen Spielen qualifiziert wurde, obwohl transgender Athleten seit 2004 die Teilnahme erlaubt ist.